# Coleophora sergiella
Coleophora sergiella é uma espécie de mariposa do gênero Coleophora pertencente à família Coleophoridae.